# Deborah Sasson

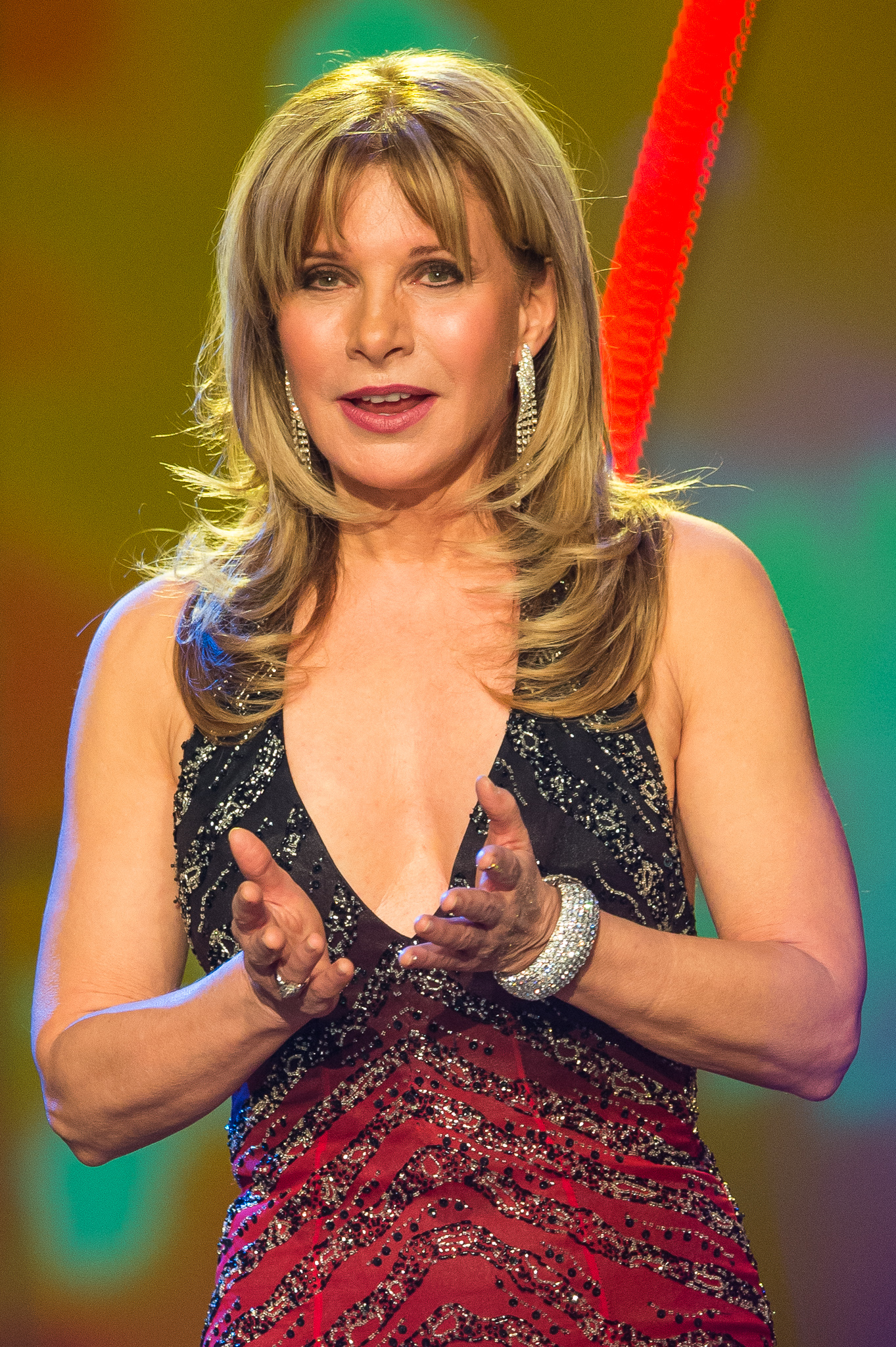
Deborah Sasson 2014 bei der Sternstunden-Gala des BR

Deborah Sasson (geboren als Deborah Ann O’Brien in Boston, Massachusetts) ist eine US-amerikanische Opernsängerin (Sopran) und Musicaldarstellerin.

## Leben
Deborah Sasson wurde als Tochter eines Iren und einer Italienerin in Boston geboren. Bereits als Jugendliche sang sie in einer Highschool-Band. Nach der Highschool studierte sie am Oberlin Konservatorium in Oberlin (Ohio) klassischen Gesang, das sie mit dem „Master of Music“ abschloss. Im Jahr 1971 wurde sie als Miss Massachusetts Schönheitskönigin in ihrem Heimatstaat und belegte bei der anschließenden Wahl zur Miss America den dritten Platz. Ihr erstes Engagement hatte sie an der Metropolitan Opera New York. Ihr Debüt am Broadway gab sie in Show Boat, worauf sie 1982 von Leonard Bernstein an die Hamburger Inszenierung der West Side Story in die Rolle der Maria vermittelt wurde.
Ihr erster Ehemann war der Geiger und Dirigent Michel Sasson († 2013). In zweiter Ehe war sie von 1983 bis 1990 mit dem Opernsänger Peter Hofmann († 2010) verheiratet. Eine Duettversion von Scarborough Fair mit Hofmann findet sich auf seinem Album Rock Classics (1982).
Mit den Produzenten Achim Völker und Horst Vay entwickelte Sasson 1988 ein Popmusik-Konzept. Seitdem veröffentlicht sie immer wieder Pop-CDs. Mit (Carmen) Danger in Her Eyes und Passion and Pain gelangen Sasson 1989 zwei Top-40-Hits in Deutschland.
Sasson gibt mit ihrem eigenen Ensemble Solokonzerte, mit dem Opernsänger Gunther Emmerlich trat sie zudem in einem Duo-Programm auf. Sie lebt in Bensheim.

## Diskografie

### Alben
- 1984: Romance
- 1989: Deborah Sasson
- 1991: Singin’ Classics
- 1992: Best of Me
- 1994: Two Sides of Deborah Sasson
- 1997: Moments in Love
- 2004: The Pop Album (Re-Release von „Deborah Sasson“)
- 2005: Gira con me questa notte / Den Himmel spüren (mit Michael Kleitmann)
- 2006: Spread Out Your Wings
- 2007: Das Phantom der Oper
- 2008: Pop Classics
- 2008: Lieder und Geschichten zur Weihnachtszeit (mit Heike Maurer)
- 2008: Weihnachtsträume
- 2015: Unforgettable – Die schönsten Filmklassiker

### Singles
- 1988: (Carmen) Danger in Her Eyes
- 1989: Passion and Pain
- 1989: Missing Pieces of a Heart
- 1990: (Ay, Ay, Ay) Una Noche D’Amor
- 1997: When Love Leads Us Up (mit Peter Hofmann)
- 2006: Spread Out Your Wings / Grenzenlos

## Auszeichnungen
- 1993: ECHO Pop in der Kategorie „Klassik (national)“[7]